# Laura Pausini (álbum de 1993)
Laura Pausini é o álbum de estreia homônimo da cantora italiana Laura Pausini. O seu lançamento ocorreu em 18 de maio de 1993 na Itália, através da CGD Records. Foram vendidas expressivas 10 milhões de cópias do álbum em todo o mundo, sendo responsável por consagrar La Solitudine como um hit mundial, atualmente o álbum segue fora de linha de produção, sendo raro em muitos países do mundo. 

## Pré-produção
Laura Pausini cantava em pianos-bares ao lado do pai, Fabrizio Pausini, e numa dessas ocasiões a jovem artista foi descoberta pelo produtor musical Angelo Valsiglio.
Valsiglio acreditou no grande potencial de Laura, mas para que ela pudesse ingressar no cenário musical italiano, seria necessário passar pelo famoso Festival de Sanremo. 
Ao lado de mais dois autores, Frederico Cavalli e Pietro Cremonesi, Valsiglio compôs a canção La Solitudine e com a performance dessa canção, Laura Pausini venceu o Festival de Sanremo de 1993 na categoria Nuove proposte (Novas propostas).
Em seguida Laura Pausini assinou contrato com a gravadora Warner Music Group e assim gravou seu primeiro álbum, auto intitulado Laura Pausini.

## Informações do álbum
A produção artística do álbum é de Angelo Valsiglio e Marco Marati, que atuam também como autores das canções juntos com Pietro Cremonesi e Federico Cavalli.
No álbum é incluída a canção usada como single que antecipou o lançamento do disco, La solitudine, lançada em fevereiro de 1993, logo após a vitória de Laura Pausini no Festival de Sanremo de 1993.
Além de La solitudine, no álbum são incluídas mais 7 canções, todas criadas a partir da tradicional melodia pop italiana, a única exceção é Il cuore non si arrende, única canção do disco ao estilo jazz. Na canção Mi rubi l'anima Laura Pausini canta em dueto com o cantor italiano Raf.
A canção Perché non torna più é dedicada à duas amigas da cantora, Laura e Simona, mortas prematuramente vítimas de um acidente automobilísco em 1992. Como reportado no encarte do álbum, o disco todo é dedicado às duas jovens e a canção é inspirada em sua história.
Depois do sucesso obtido na Itália, o disco foi publicado também no exterior como Países Baixos, França, Suíça e Brasil.
Em 1994 o álbum foi relançado na Espanha e na América Latina, também auto intitulado Laura Pausini, e recolhe versões em língua espanhola de algumas canções dos 2 primeiros álbuns da cantora (Laura Pausini de 1993 e Laura de 1994).
Em 1995 foi lançada uma nova versão do álbum destinada ao Reino Unido, também auto intitulado Laura Pausini e que contém as mesmas faixas do álbum espanhol, porém cantadas em italiano, com exceção de La solitudine que foi adaptada para língua inglesa por Tim Rice e intitulada La solitudine (Loneliness).
Ao todo o álbum vendeu 3 milhões de cópias.

## Lista de faixas
Todas as faixas escritas e compostas por Pietro Cremonesi, Angelo Valsiglio e Federico Cavalli, exceto "Tutt'al più", escrita por Cremonesi, Valsiglio, Cavalli e Roberto Casini. 
| N.º            | Título                                        | Duração |  |
| 1.             | "Non c'è"                                     | 4:38    |  |
| 2.             | "Mi rubi l'anima" (com a participação de Raf) | 3:19    |  |
| 3.             | "Dove sei"                                    | 3:37    |  |
| 4.             | "Baci che si rubano"                          | 4:00    |  |
| 5.             | "Tutt'al più"                                 | 4:29    |  |
| 6.             | "La solitudine"                               | 3:57    |  |
| 7.             | "Perché non torna più"                        | 4:37    |  |
| 8.             | "Il cuore non si arrende"                     | 4:33    |  |
| Duração total: | Duração total:                                | 33:09   |  |

## Crédito
- Raf: vocal (em Mi rubi l'anima)
- Massimo Pacciani: bateria, percussão
- Stefano Allegra: baixo elétrico
- Gianni Salvatori: guitarra elétrica, arranjos, coro, técnico de som
- Riccardo Gallardini: violão
- Eric Buffat: programação, piano, coro
- Silvia Mezzanotte: coro
- Cristina Montanari: coro

## Singles e videoclips
Dos singles lançados do álbum Laura Pausini, 3 tiveram videoclips realizados:
| Título               | Data de lançamento | Diretor do vídeo    |
| -------------------- | ------------------ | ------------------- |
| La solitudine        | Fevereiro de 1993  | Ambrogio Lo Giudice |
| Non c'è              | Junho de 1993      | -                   |
| Perché non torna più | Outubro de 1993    | Ambrogio Lo Giudice |

## Desempenho nas tabelas musicais
| Paradas (1993)     | Melhor posição |
| ------------------ | -------------- |
| Bélgica (Flandres) | 1              |
| Bélgica (Valônia)  | 29             |
| Itália             | 3              |
| Países Baixos      | 3              |
| Portugal           | 1              |

| País          | Certificação |
| ------------- | ------------ |
| Argentina     | Ouro         |
| Brasil        | Ouro         |
| França        | Ouro         |
| Suíça         | Ouro         |
| Países Baixos | Platina      |